# Eddie Durham
Eddie Durham (* 19. August 1906 in San Marcos, Texas; † 6. März 1987 in New York) war ein US-amerikanischer Jazzgitarrist, Posaunist, Komponist und einer der wichtigsten Arrangeure des Swing.

## Leben und Werk
Durham kam aus einer musikalischen Familie; sein Vater spielte Geige beim Square Dance, sein Bruder spielte Cello und ließ ihn an Fernkursen über Musiktheorie teilhaben. Sein Counsin war der Posaunist Allen Durham. Er spielte zuerst Banjo, dann Gitarre und Posaune. Er tourte zunächst ab einem Alter von 10 Jahren in Minstrels Shows mit der Band seiner Familie (Durham Brothers Band, seinem Bruder und zwei Cousins) und spielte bis 1926 in einer Zirkus-Band, mit der er bis zu Auftritten im Yankee Stadium in New York zog. Dann spielte er in verschiedenen Territory Bands wie bei Jimmy Joy, Edgar Battle´s Dixie Ramblers und als Posaunist, Gitarrist und Arrangeur bei den Blue Devils von Walter Page. 
Ab 1929 wechselte er in das Orchester von Bennie Moten, dem er Anfang der 1930er durch seine Arrangements eine erfolgreiche neue musikalische Ausrichtung gab, die die Band schließlich auf die gleiche Ebene wie die damals führenden Bigbands von Fletcher Henderson, Chick Webb und Don Redman brachte. Gleichzeitig verstärkte er seine Gitarre als Begleitinstrument mit einem Resonator. Da wie damals üblich die Rechte an seinen Kompositionen und Arrangements an das Orchester von Moten übergingen, ist nicht mehr genau festzustellen, welche Stücke von ihm sind. Das betrifft beispielsweise die Stücke Moten Swing (mit seiner frühen Verwendung von Riffs in den Aufnahmen von 1932) und später One O’ Clock Jump mit Basie. Durham gilt als einer der Urheber der Verwendung von Riffs in den Bigband Arrangements, die den Kansas City Stil berühmt machten. Die Arrangements gingen vielfach in die des späteren Count Basie Orchestra auf, die dieses von Moten „erbte“, was zu einer vorübergehenden Verstimmung zwischen Durham und Basie führte.
Durham arbeitete für seine Arrangements mit Eddie Barefield zusammen und in nicht genau feststellbarem Maße mit Bill „Count“ Basie - Basie berichtete später, das sie Moten Swing gemeinsam am Klavier entwickelten, als sie You Drivin Me Crazy für das Moten-Orchester arrangieren wollten. Auch andere Bläser bei Moten wie Buster Smith und Hot Lips Page waren an der Ausarbeitung der Arrangements beteiligt. Durham ist Mitautor des Stückes Topsy (mit Edgar Battle), das von Count Basie und später vielen anderen aufgenommen wurde, ebenso Autor von Swing-Klassikern wie Lafayette und Prince of Wales. Nach seinem Ausstieg bei Moten 1933 spielte er in der Band von Willie Bryant und Jimmy Lunceford. 1934 zog er nach New York. 1936 trat er für ein Jahr wieder Basie´s Band bei (1937 ersetzt durch Freddie Green), für die er u. a. Time out, Sent for You Yesterday, John´s Idea, Every Tub, Swinging the Blues, Jumpin at the Woodside, Out the Window, Blue and Sentimental komponierte oder arrangierte. 
Mit Taps Miller schrieb Durham den Song „Wham (Re Bop Boom Bam)“, der von zahlreichen Bands ins Repertoire aufgenommen wurde. Danach arbeitete er freischaffend und arrangierte u. a. für Glenn Miller (u. a. In the Mood), Andy Kirk, Artie Shaw, Harry James, Cab Calloway, Ina Ray Hutton, Billie Holiday und die rein weibliche Jazz-Band International Sweethearts of Rhythm, deren musikalischer Direktor er 1941 bis 1943 war. Außerdem leitete er in den 1940er Jahren eine eigene Band, in der auch andere Kansas City-Musiker aus Texas wie Buster Smith und Hot Lips Page spielten. Nach dem Weggang von den Sweethearts (teilweise, weil ihm die Ausbeutung der Musikerinnen nicht gefiel) gründete er 1942 eine eigene All-Girl-Band (Eddie Durham´s All Star Girl Orchestra) mit Musikerinnen, die er teilweise von den Sweethearts mitnahm, das erfolgreich zum Beispiel im Apollo Theater auftrat und mit dem er im Süden tourte. Er arrangierte weiter bis in die 1960er Jahre und nahm auch noch 1974 und 1981 in England als Gitarrist auf. In den 1980er Jahren tourte er in Europa mit der Harlem Blues and Jazz Band.
In seiner musikalischen Laufbahn zeichnet ihn sein Beitrag zur Entwicklung des modernen Swingstils im Bennie Moten Orchestra besonders aus. Sein Anteil an der Ausformung des Swing in Kansas City kann kaum überbewertet werden. Stark beeinflusst war Durham ab 1933 von den Western-Swing-Gitarristen Bob Dunn und Floyd Tillman.
Durham ist auch dafür bekannt, als einer der ersten mit elektrischer Gitarre experimentiert zu haben. Er nahm damit 1938 mit den Kansas City Five auf und war darin Mentor von Charlie Christian und Floyd Smith. Mit ihm entstanden einige der frühesten Aufnahmen mit elektrischer Gitarre, so mit Lunceford 1935 (Hittin the bottle) und mit den Kansas City Five 1938, einer Gruppe von Mitgliedern der Basie Band (Buck Clayton, Jo Jones, Walter Page, Freddie Green, in den Kansas City Six ergänzt durch Lester Young) ohne Count Basie (dessen Part am Klavier eben Durham mit seiner elektrischen Gitarre übernahm).
Er tritt in dem Dokumentarfilm The Last of the Blue Devils von Bruce Ricker 1980 auf, in dem er auch Solo-Posaune spielt.